# Rosario la Montaña
Rosario la Montaña är en ort i Mexiko.   Den ligger i kommunen La Independencia och delstaten Chiapas, i den sydöstra delen av landet, 900 km öster om huvudstaden Mexico City. Rosario la Montaña ligger 1 255 meter över havet och antalet invånare är 305.
Terrängen runt Rosario la Montaña är huvudsakligen kuperad, men åt sydväst är den platt. Runt Rosario la Montaña är det ganska tätbefolkat, med 52 invånare per kvadratkilometer. Närmaste större samhälle är San Isidro el Zapotal, 7,4 km sydost om Rosario la Montaña. I omgivningarna runt Rosario la Montaña växer i huvudsak städsegrön lövskog.